# Zope Public License
La Zope Public License (habitualment anomenada ZPL) s'utilitza per a la distribució de Zope (un servidor d'aplicacions) i altres productes relacionats. És similar a la llicència BSD, amb el detall interessant que prohibeix expressament l'ús de marques registrades per Zope Corporation. La llicència també té clàusules que requereixen la documentació de tots els canvis.